# Nāḩiyat ar Ruḩaybah
Nāḩiyat ar Ruḩaybah (arabiska: ناحية الرحيبة) är ett subdistrikt i Syrien.   Det ligger i provinsen Rif Dimashq, i den sydvästra delen av landet, 70 km nordost om huvudstaden Damaskus.
Trakten runt Nāḩiyat ar Ruḩaybah är ofruktbar med lite eller ingen växtlighet. Runt Nāḩiyat ar Ruḩaybah är det ganska tätbefolkat, med 75 invånare per kvadratkilometer.